# Червоная Долина (Винницкая область)
Червоная Долина (укр. Червона Долина) — село на Украине, находится в Тепликском районе Винницкой области.
Код КОАТУУ — 0523780402. Население по переписи 2001 года составляет 202 человека. Почтовый индекс — 23840. Телефонный код — 4353.
Занимает площадь 0,064 км².

## Адрес местного совета
23840, Винницкая область, Теплицкий р-н, с. Бджильна, ул. Ленина, 13